# Groede

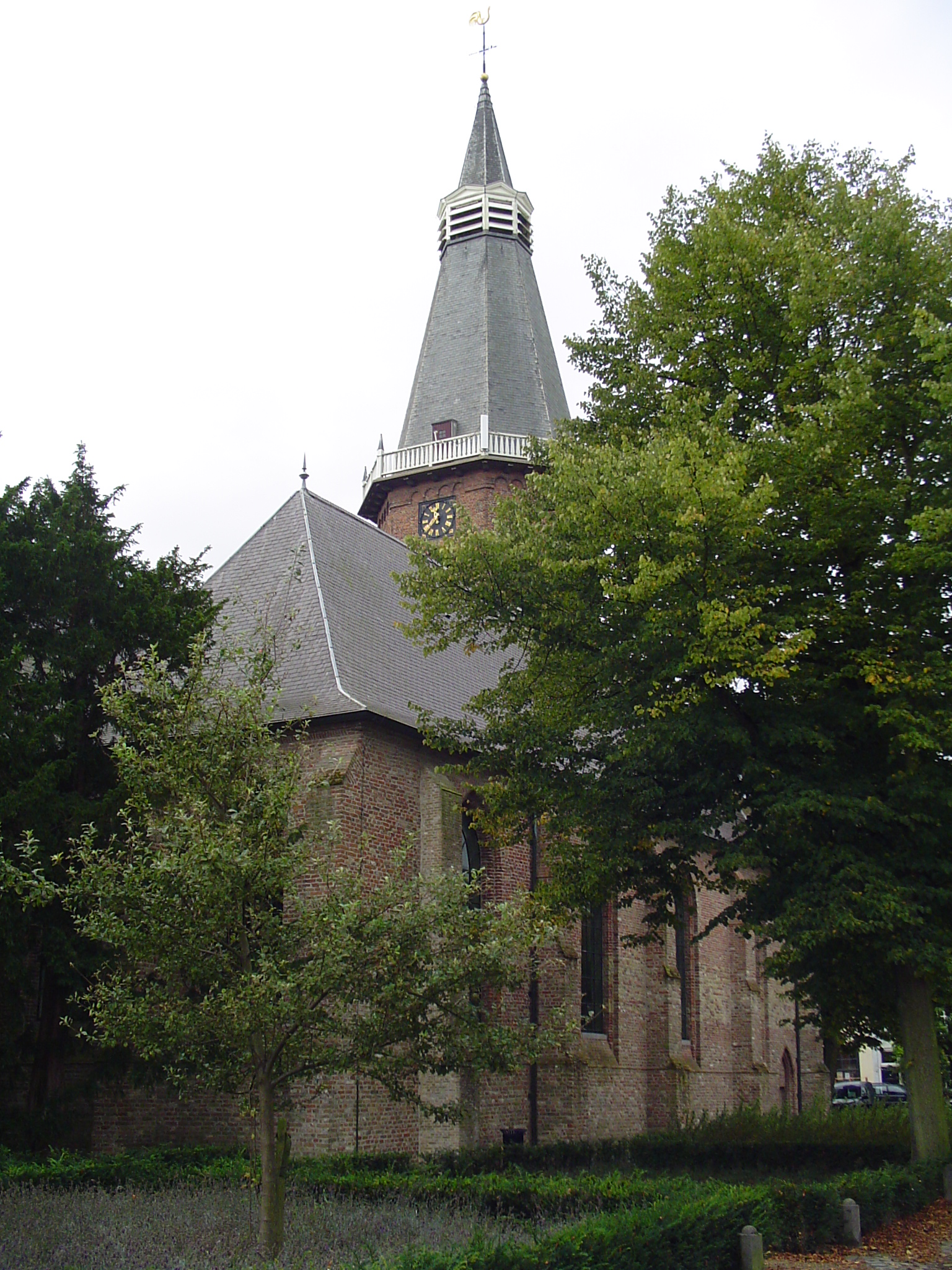
Grote Kerk

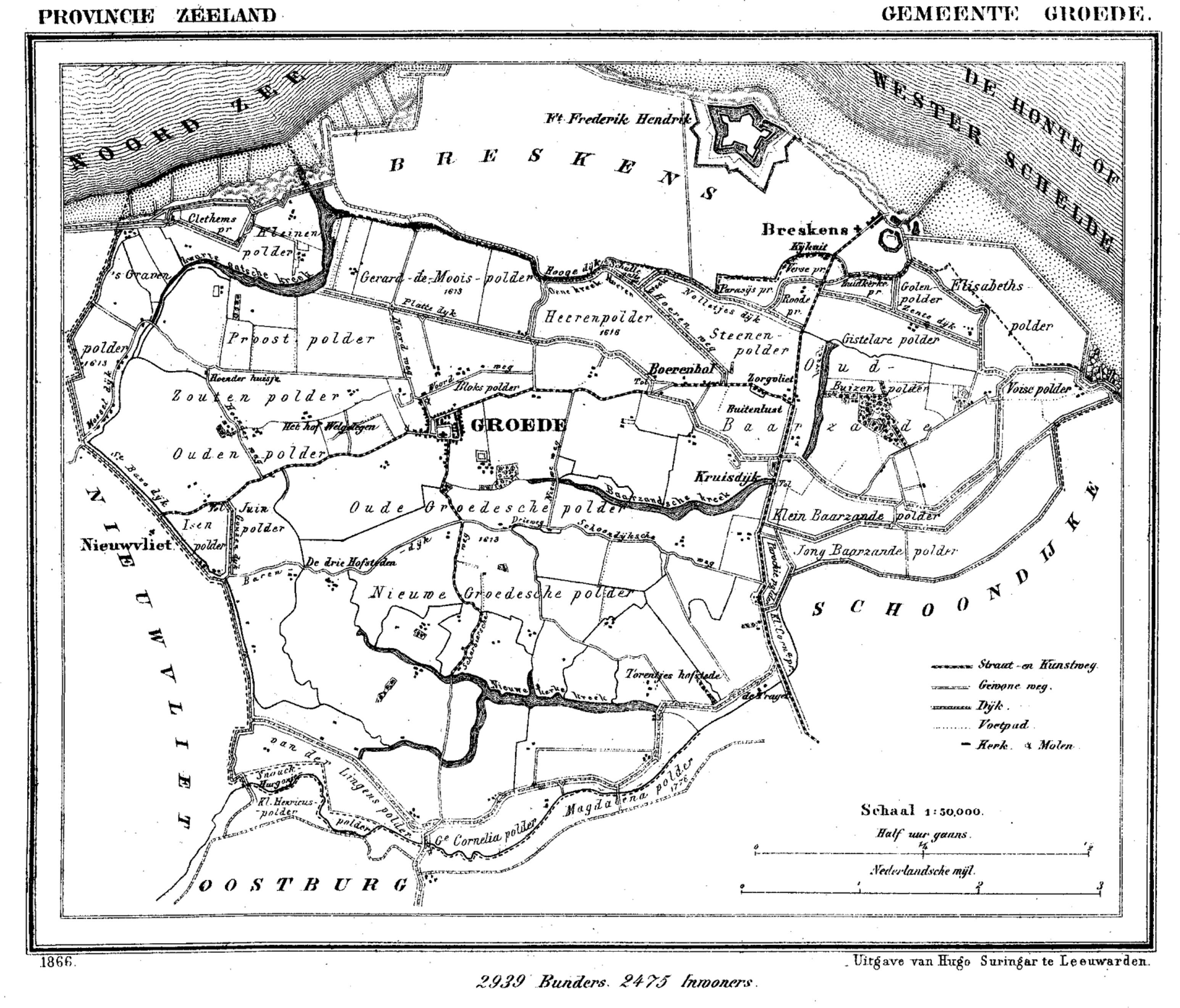
Een gemeentekaart van de gemeente Groede uit 1866.

Groede (Zeeuws: De Groe) is een dorp in de gemeente Sluis, in de Nederlandse provincie Zeeland. Het in de regio Zeeuws-Vlaanderen gelegen dorp had 905 inwoners in 2023 en kent enkele monumentale panden en nauwe straatjes met een geheel eigen sfeer, veelal gelegen aan en rond het marktplein. Het dorp is gelegen aan de Noordzee en heeft daar een naaktstrand met strandtent.

## Geschiedenis
De oudste vermelding van Groede dateert uit het begin van de 12e eeuw. Op dat moment wordt de naam Groede vermeld in een oorkonde van de Gentse Sint-Pietersabdij die in West-Zeeuws-Vlaanderen veel grond bezat. De naam ‘Groede’ is waarschijnlijk afkomstig van ‘grode’, een term die in de middeleeuwen doelde op aangeslibd en begroeid buitendijks land. Heel waarschijnlijk was het aan het begin van de 13de dus nieuw ontgonnen gebied. Ten noorden van Oostburg vormden zich destijds langs de toenmalige kustlijn natuurlijke schorren. Aangezien het eerste Groede waarschijnlijk geen geconcentreerde dorpskern bezat, werd Groede in de parochie van Oostburg ondergebracht.
Pas in de 14de eeuw zal er sprake geweest zijn van een echte dorpskern. Zeker is dat er in diezelfde 14de eeuw een ‘Waterschap Groede’ bestond, dat zorg moest dragen voor de lokale waterhuishouding. De kerktoren van de huidige kerk dateert uit de 15de eeuw.
De geschiedenis van West-Zeeuws-Vlaanderen, en dus ook van Groede, is sterk getekend door de vele overstromingen, al dan niet natuurlijk van aard. Terwijl de 13de eeuw in het teken stond van massale inpoldering, is het einde van de 14de eeuw en het begin van de 15de eeuw voornamelijk een periode van overstromingen. De bekendste zijn de Sint-Elisabethsvloed in 1404, 1421 en 1424 en de stormvloed in 1375/1376. Tijdens de Tachtigjarige Oorlog (1568-1648) waren er vele militaire inundaties. Tussen 1583 en 1612 stond Groede blank. Enkel de kerktoren was nog zichtbaar. Tijdens het Twaalfjarig Bestand (1609-1621), een rustpauze in de gevechten, kwam de streek op adem. Onder meer Jacob Cats investeerde in inpolderingen in de omgeving van Groede. In Groede begon men al snel met de heropbouw: in 1613 werden dijken gebouwd en nog in datzelfde jaar stond er reeds een nieuwe Waalse kerk. De eerste kerkrekeningen dateren van 1615.
Tot 1970 was Groede een zelfstandige gemeente en in dat jaar ging het op in de gemeente Oostburg dat in 2003 zelf weer opging in de gemeente Sluis.

## Bezienswaardigheden
Groede is een schilderachtig dorp met een aantal historische woonhuizen, deels gegroepeerd om de Markt, waarop zich ook de Grote Kerk bevindt, en deels in enkele zijstraten. Verder zijn er enkele kerken:
- Grote kerk
- Lutherse kerk
- Sint-Bavokerk

Daarnaast kan worden genoemd:
- Groede Podium, voormalig Duits bunkerdorp en later hertenpark

## Foto's

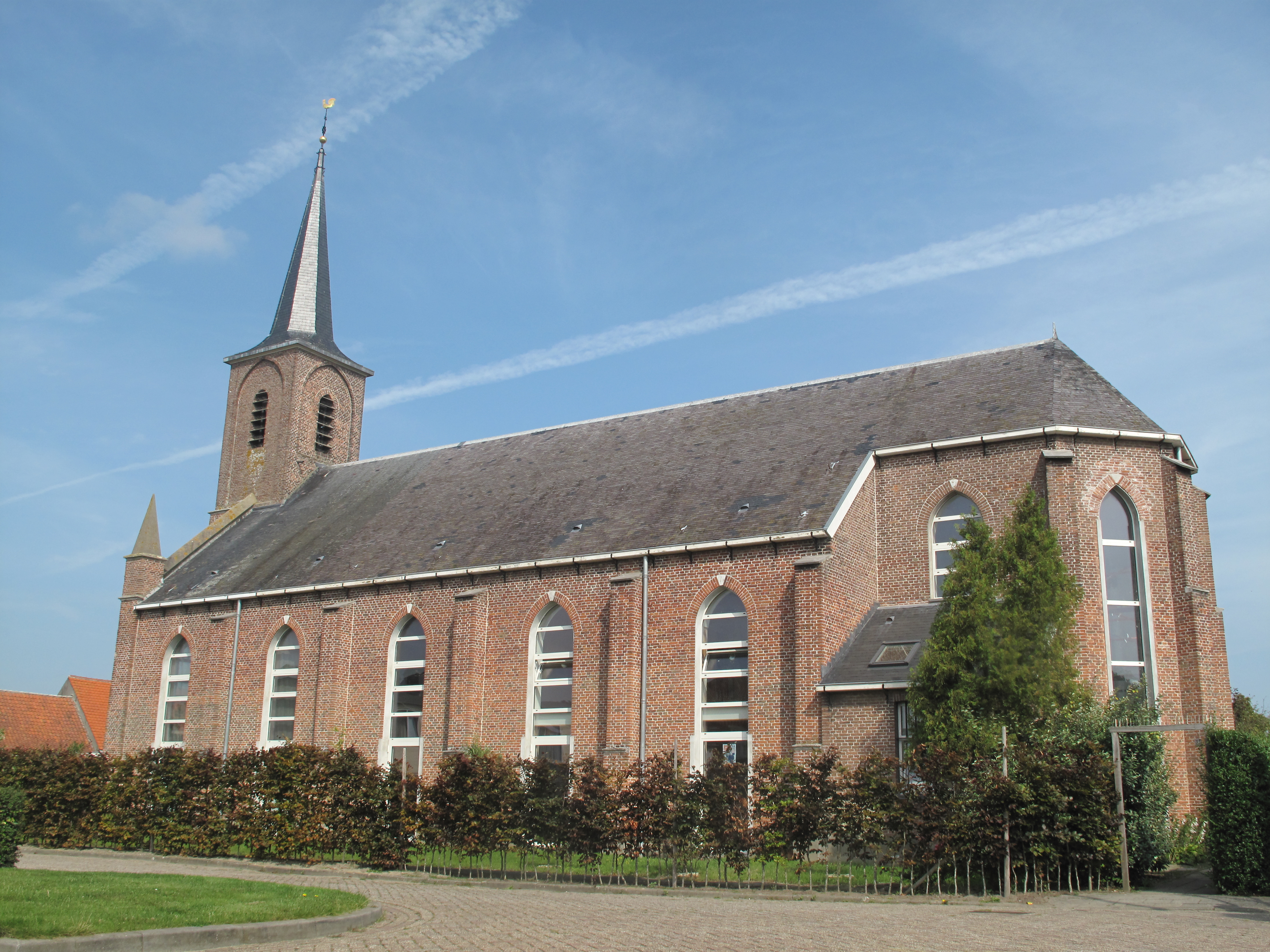
Rooms Katholieke Sint-Bavokerk
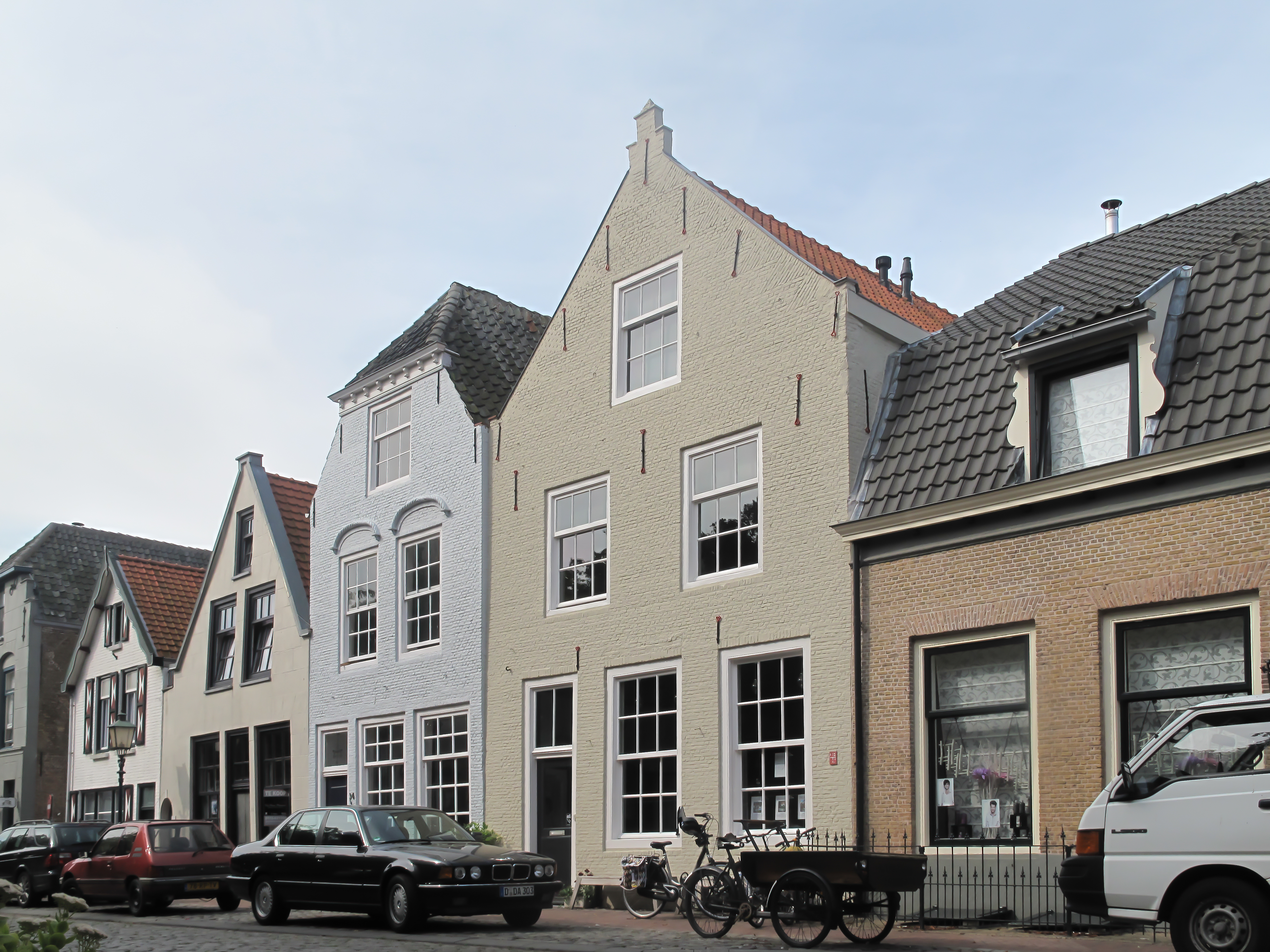
Monumentale panden aan de Markt
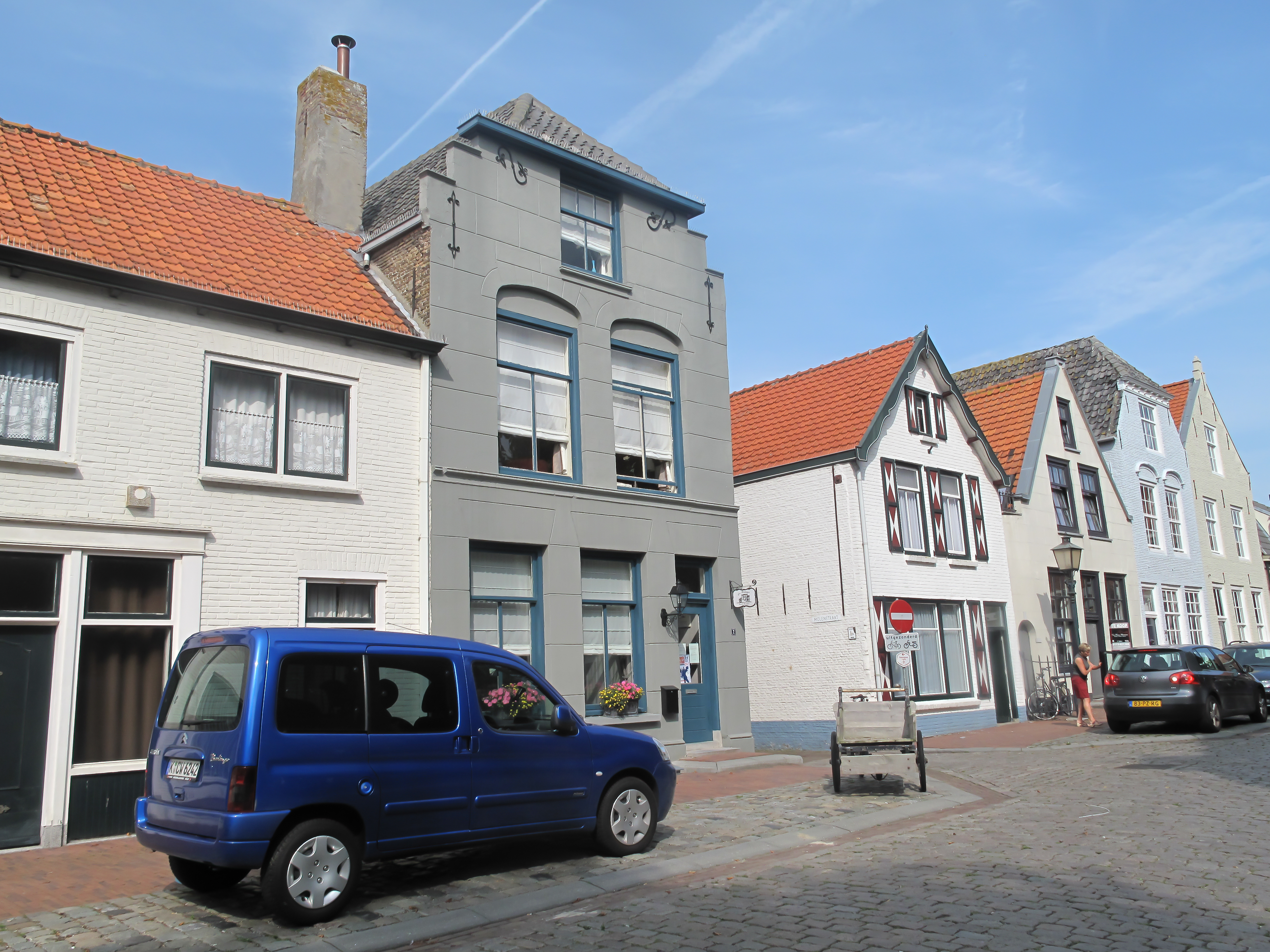
Monumentale panden aan de Markt

## Natuur en landschap
Groede ligt in het zeekleipoldergebied op een hoogte van ongeveer 1,5 meter. De omgeving kent vooral akkerbouw. Aan de kust vindt men -naast grootschalig toerisme- ook natuurgebieden zoals de Groedse Duintjes. Ten zuiden van Groede liggen kreken zoals de Baarzandse Kreek en de Nieuwerkerkse Kreek. Hier vindt men ook de Kasteelberg Groede, een historische vliedberg. In het oosten ligt nog de Nieuwlandse Kreek.

## Geboren
- Willy Stellwag (1902-1996), pedagoge, hoogleraar in Amsterdam
- Piet Verkruijsse (1943-2012), historisch letterkundige

## Nabijgelegen kernen
Nieuwvliet, Oostburg, Schoondijke, Breskens